# شريك الحياة (مسلسل)
شريك الحياة هو مسلسل بحريني كوميدي اجتماعي أخرجه محمد القفاص سنة 2003 يتحدث عن المواطن البحريني وعن المشاكل التي تحدث في منزله أثناء زواجه ويحلم بإنجاب الأطفال وتعليمهم أفضل التعليم.

## الشخصيات
1. علي الغرير-((راشد))
2. فاطمة عبد الرحيم-((مريم))
3. أحمد مبارك-((إبراهيم))
4. لطيفة المجرن-((خديجة-أم راشد))
5. فضيلة المبشر-((فاطمة))

## ملخص القصة
تدور الأحداث حول أم (لطيفة المجرن) تبحث لإبنها الوحيد (علي الغرير) زوجة فكان رافضا لكن رأى امرأة (فاطمة عبد الرحيم) أراد أن يتزوجها فيتقدم لخطبتها فواجه الكثير من المشاكل المالية ثم خطبها فتمت خطوبتها 3 أعوام فكان الأب (إبراهيم البنكي) غاضبا لمدة خطوبتهم الطويلة فقرر الأب أن يكون الزواج في أقرب وقت ثم تبدأ المشاكل بين الزوجة وأخت الزوج لتصل المشاكل للضرب والخناق فتذهب الزوجة إلى بيت أهلها فيطلب أبيها أخذ شقة للزوجان فتكون الحياة جميلة بينهم فتحمل الزوجة وينجبون طفل يدعى سلطان .